# 扎哈罗夫农村居民点 (切尔内什科夫斯基区)
扎哈罗夫农村居民点（俄语：Захаровское сельское поселение）是俄罗斯联邦伏尔加格勒州切尔内什科夫斯基区所属的一个农村居民点。其下辖有2个居民点，行政中心为扎哈罗夫。据2016年统计，该农村居民点的人口为777人。